# Джоанн Рід
Джоан Фаєрстіл Рід (28 червня 1992 , Медісон ) — американська біатлоністка. Учасниця Олімпійських ігор і чемпіонатів світу.

## Життєпис
Джоан Рід — дочка олімпійки Бет Гайден і племінниця Еріка Гайдена. Вона зростала в Пало-Альто і займалася лижними перегонами в Університеті Колорадо.

## Результати за кар'єру
Усі результати наведено за даними Міжнародного союзу біатлоністів.

### Олімпійські ігри
| Змагання                        | Інд. перегони | Спринт | Перегони пер. | Мас-старт | Естафета | Змішана ес. |
| Олімпійські ігри 2018 Пхьончхан | 22            | 86     | —             | —         | 13       | 15          |

### Чемпіонати світу
| Змагання                  | Інд. перегони | Спринт | Перегони пер. | Мас-старт | Естафета | Змішана ес. | Од. змішана ес. |
| ------------------------- | ------------- | ------ | ------------- | --------- | -------- | ----------- | --------------- |
| Гохфільцен 2017           | 56            | 49     | 38            | —         | 14       | —           | Не пров.        |
| Естерсунд 2019            | 32            | 15     | 32            | 10        | 9        | —           | —               |
| Антгольц-Антерсельва 2020 | 79            | 62     | —             | —         | 15       | —           | —               |
| Поклюка 2021              | 40            | 55     | 55            | —         | 13       | 12          | —               |

### Кубки світу
- Найвище місце в загальному заліку: 49-те 2019 року.
- Найвище місце в окремих перегонах: 10-те.

#### Підсумкові місця в Кубку світу за роками
| Сезон     | Заг. залік | Інд. перегони | Спринт | Перегони пер. | Мас-старт |
| 2016-2017 | 82         | 56            | 79     | 82            |           |
| 2018-2019 | 48         | 58            | 57     | 51            | 32        |
| 2019-2020 | 81         |               | 72     |               |           |